# Zur Namensfeier
L'ouverture Zur Namensfeier (Per l'onomastico) in Do maggiore fu composta da Ludwig van Beethoven nel periodo che va dal 1807 al 1815 e fu dedicata al principe Antoni Radziwill. È costituita da un'Introduzione, Maestoso, e un movimento Allegro assai.
Fu presentata al pubblico il giorno di Natale del 1815 alla Großer Redoutensaal del Burgtheater di Vienna insieme alla cantata Meeresstille und glückliche Fahrt e all'oratorio Cristo sul Monte degli Ulivi.

## Discografia
- Herbert von Karajan, Berliner Philharmoniker, DGG 437664 registrazione 1967
- Alberto Veronesi,  Orchestra Guido Cantelli, CD OGC6 1999
- Claudio Abbado, Wiener Philharmoniker, DGG CD 1989